# Julie Lopes-Curval
Julie Lopes-Curval (24 settembre 1972) è una regista e sceneggiatrice francese.
Il suo primo film, Bord de mer - In riva al mare , ha vinto la Caméra d'or al Festival di Cannes 2002.

## Filmografia

### Regista e sceneggiatrice
- Mademoiselle Butterfly – cortometraggio (2001)
- Bord de mer - In riva al mare (Bord de mer) (2002)
- Toi et Moi (2006)
- Mères et Filles (2009)
- Le Beau Monde (2014)
- L'Annonce – film TV (2015)

### Solo sceneggiatrice
- Une affaire qui roule, regia di Éric Veniard (2003)
- Le Rôle de sa vie, regia di François Favrat (2004)

### Attrice
- Le Collecteur, regia di Ronan Fournier-Christol – cortometraggio (1992)